# Peugeot Fractal
Der Peugeot Fractal ist ein Konzeptfahrzeug des französischen Automobilherstellers Peugeot. Es wurde zuerst im September 2015 auf der Internationalen Automobil-Ausstellung (IAA) in Frankfurt am Main gezeigt. Der Fractal ist ein Elektrofahrzeug, das durch zwei Motoren – einen an der Vorder- und einen an der Hinterachse – angetrieben wird. Die Energie wird durch einen Lithium-Ionen-Akkumulator mit einer Kapazität von 30 kWh bereitgestellt. Die Karosserie besteht zu großen Teilen aus kohlenstofffaserverstärktem Kunststoff („Carbon“).
Die Form des Fahrzeugs ist unter anderem geprägt durch scharfe Linien, LED-Leisten sowie den nach vorn öffnenden Türen. Das Bedienkonzept orientiert sich am sog. i-Cockpit und zeichnet sich durch ein vergleichsweise großes, hochauflösendes Head-up-Display aus. Ein Merkmal dieses Konzeptfahrzeugs ist das Sounddesign, das von dem brasilianischen Musiker und DJ Amon Tobin entworfen wurde. Darüber hinaus wurde die Konnektivität so entwickelt, dass sich das Fahrzeug per Smartwatch öffnen, verriegeln und orten lässt.